# 20. Sinfonie (Haydn)
Die Sinfonie Hoboken-Verzeichnis I:20 in C-Dur komponierte Joseph Haydn um 1758/60.

## Allgemeines

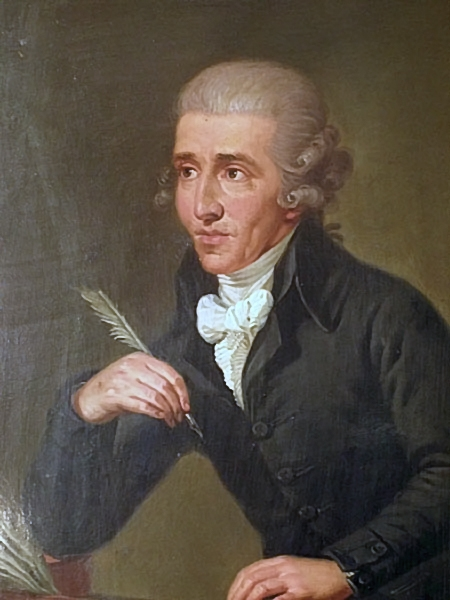
Joseph Haydn (Gemälde von Ludwig Guttenbrunn, um 1770)

Die Sinfonie Nr. 20 C-Dur komponierte Joseph Haydn wahrscheinlich um 1758/60 während seiner Anstellungszeit beim Grafen Morzin. Das frühe Werk ist im festlichen C-Dur-Stil „mit Pauken und Trompeten“ gehalten. Von Haydns frühen Sinfonien gehören ferner Nr. 32, Nr. 33 und Nr. 37 zu diesem Typus, wobei Pauken und Trompeten teils nachträglich hinzugefügt wurden und teilweise nicht von Haydn stammen (siehe unten).
Nach H. C. Robbins Landon zeichnen sich diese frühen C-Dur Sinfonien für „großes“ Orchester durch eine eher unpersönliche Atmosphäre aus, die an die kalte Eleganz barocker österreichischer Klöster erinnere.

## Zur Musik
Besetzung: zwei Oboen, Fagott, zwei Hörner in C, zwei Trompeten, Pauken, zwei Violinen, Viola, Cello, Kontrabass. Ob die Trompeten- und Paukenstimmen zu dieser Sinfonie von Haydn stammen, ist fraglich. Zur Verstärkung der Bass-Stimme wurde damals auch ohne gesonderte Notierung ein Fagott eingesetzt. Über die Beteiligung eines Cembalo-Continuos in Haydns Sinfonien bestehen unterschiedliche Auffassungen.
Aufführungszeit: ca. 20 Minuten (je Tempo und nach Einhalten der vorgeschriebenen Wiederholungen)
Bei den hier benutzten Begriffen der Sonatensatzform ist zu berücksichtigen, dass dieses Schema in der ersten Hälfte des 19. Jahrhunderts entworfen wurde (siehe dort) und von daher nur mit Einschränkungen auf ein um 1760 komponiertes Werk übertragen werden kann. – Die hier vorgenommene Beschreibung und Gliederung der Sätze ist als Vorschlag zu verstehen. Je nach Standpunkt sind auch andere Abgrenzungen und Deutungen möglich.

### Erster Satz: Allegro molto
C-Dur, 2/4-Takt, 177 Takte

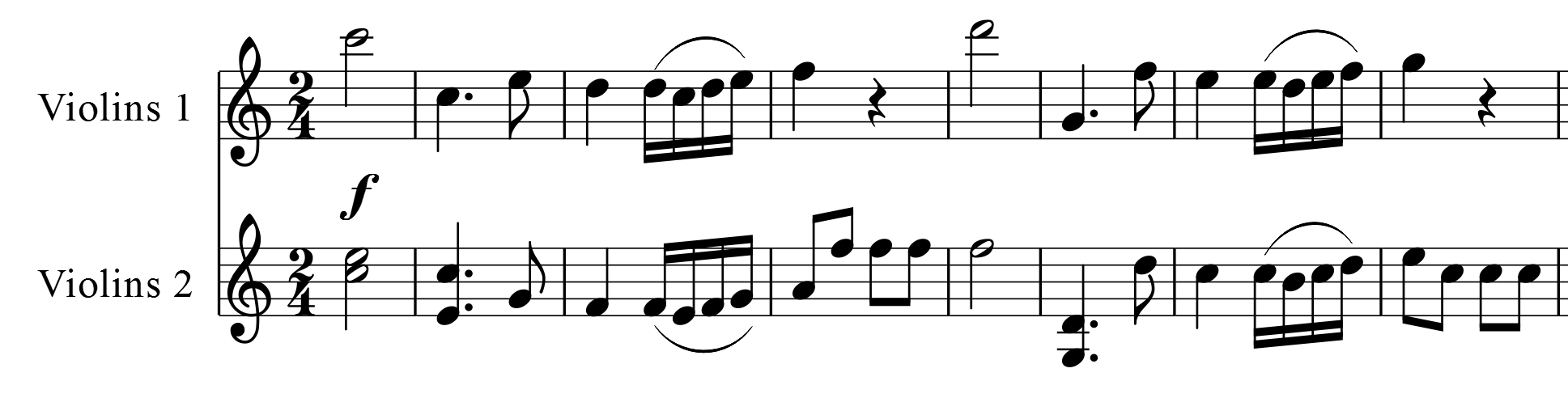
Beginn des Allegro molto

Die Sinfonie beginnt forte im ganzen Orchester als symmetrisch aufgebauten Frage-Antwort-Struktur und kadenzierenden „Anhang“ mit Triller (Takt 1 bis 12, „erstes Thema“). Aus der Verlängerung spaltet sich eine Achtelbewegung mit gebrochenen Akkorden ab und etabliert mit einem Tonleiter-Laufmotiv über Synkopen der 1. Violine die Dominante G-Dur. Das zum bisherigen, stürmisch-lärmenden Geschehen kontrastierende zweite Thema wird von den Streichern piano vorgetragen und ist durch wiegende Bewegung mit fallender Linie geprägt. Ein weiterer Kontrast erfolgt in Takt 44 mit abrupter Wendung nach g-Moll. Die Schlussgruppe mit Tremolo und Akkordmelodik greift den festlichen Charakter vom Satzanfang wieder auf.
Die Durchführung moduliert zunächst piano den Kopf vom ersten Thema. Anschließend wird das Tonleitermotiv in einer längeren Forte-Passage verarbeitet (Tonartenwechsel, im Bass unter Tremolo der Oberstimmen). In Takt 101 ist die Tonikaparallele a-Moll erreicht, wo das zweite Thema einen Auftritt hat. Anschließend bereitet Haydn mit der wiegenden Figur vom zweiten Thema über einem Orgelpunkt auf G den Repriseneintritt vor, wobei er noch eine kurze effektvolle Molltrübung benutzt.
Die Reprise ist weitgehend wie die Exposition strukturiert. Beide Satzteile (Exposition sowie Durchführung und Reprise) werden wiederholt.

„Wie bei vielen derartigen Werken steht das einleitende Allegro molto im ungebräuchlichen, eigentlich eher für Finali üblichen 2/4-„Finaltakt“; es ist von der Form her geordneter und „berechenbarer“ als die meisten sinfonischen Allegro-Sätze von Haydn.“

### Zweiter Satz: Andante cantabile
G-Dur, 2/2-Takt (alla breve), 84 Takte

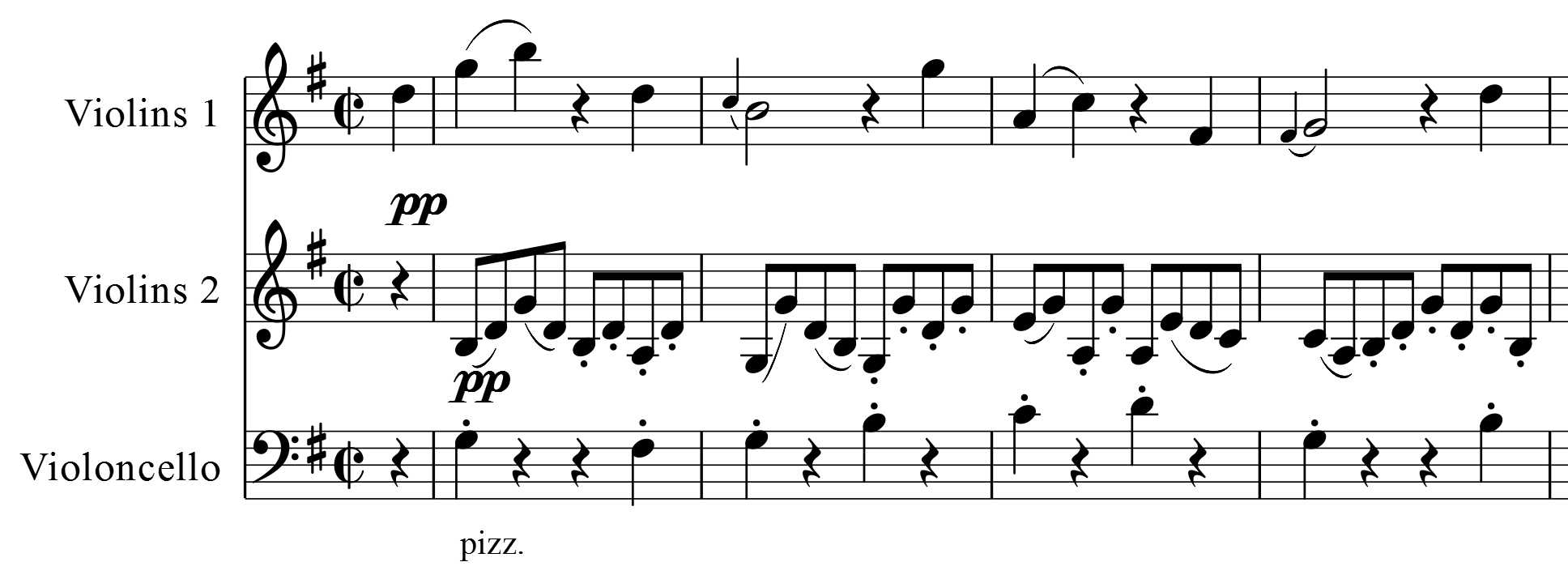
Beginn des Andante cantabile

Der Satz ist nur für Streicher gehalten und dreischichtig angelegt: Die 1. Violine trägt mit einer sich aus kleinen Motiven entwickelnden Kantilene die Melodie, die 2. Violine begleitet in durchlaufenden Achteln, Viola und Bass im Pizzicato. Dadurch entsteht eine besondere, serenadenartige Klangfarbe. Der Satz ist in regelmäßige melodische Phrasen gegliedert: Die viertaktige erste melodische Phrase („Hauptthema“) ist durch Auftakte und Pausen geprägt. Die nächste Phrase ist ebenfalls viertaktig, führt den Gedanken des Themas weiter und leitet zur Dominante D-Dur. Als Einschub folgt nun in D-Dur ein Motiv mit fallender Figur im punktierten Rhythmus (aber ohne Auftakt), bevor die vorige Melodie weitergeführt wird. Das „zweite Thema“ ab Takt 19 wird von einer Pendelfigur eingeleitet und führt zur einzigen Forte-Ausdehnung mit ganztaktigen Noten. Die Schlussgruppe wiederholt ein Motiv (mit Achtelbewegung auch in der 1. Violine) in Moll und enthält eine weitere ausholende Geste in ganztaktigen Noten.
Der Mittelteil („Durchführung“) setzt zunächst das Material der „auftaktigen“ Cantilene fort, dann das vom „zweiten Thema“. Die Reprise ab Takt 59 ist wie die Exposition strukturiert, allerdings sind „zweites Thema“ und „Schlussgruppe“ stark verkürzt.

„Der langsame Satz ist in ungewöhnlichem „Serenadenstil“ gehalten und Andante cantabile alla breve bezeichnet; er hat eine einheitliche Struktur (regelmäßige melodische Phrasen, Viertelbegleitung und Pizzicato-Bass) und erst gegen Ende jeder Hälfte wird er leicht verbreitert und beschleunigt. Um es mit Tovey zu sagen: An diesem Satz ist nichts auszusetzen, aber man ist dankbar, dass sich Haydn dieses Stils nicht so oft bedient hat.“

„Eine Sonderstellung nimmt das reizvolle serenadenartige Andante cantabile der Sinfonie 20 ein, dessen sehr klar gegliederte, aus kleinen Motiven entwickelte Melodik sich über unablässiger Achtel-Figuration der zweiten Violine und den die Schwerpunkte markierenden Pizzicati der Bratschen und Bässe zu eindrucksvoller Kantabilität entfaltet“

„Dieses Andante cantabile erinnert etwas an die serenadenhaften langsamen Sätze in Haydns frühen Streichquartetten: eine anmutige Cantilene der 1. Violine, grundiert von einer durchgehenden Achtelbewegung der 2. Violine und Pizzicati der tiefen Streicher […].“

### Dritter Satz: Menuet
C-Dur, 3/4-Takte, mit Trio 54 Takte
Im festlichen Menuett, das bereits an Haydns späteren Stil erinnert, fallen die auftaktigen Triolen, die ausholenden auf- und absteigenden Akkordbrechungen und die Forte-Piano – Kontraste auf. Die auftaktigen Triolen und die dynamischen Kontraste werden auch im Trio (F-Dur) weitergeführt, das wie das Andante nur für Streicher gehalten ist: Der erste Teil fängt forte an mit einem zeremoniellen, taktweise aufsteigenden F-Dur – Akkord, gefolgt von einer Piano-Antwort der Streicher mit versetztem Einsatz der Violinen. Dieser Dialog wird dann zu Beginn des zweiten Trioteils im Wechsel von Unter- und Oberstimmen fortgesetzt.

### Vierter Satz: Presto
C-Dur, 3/8-Takt, 245 Takte
Das Presto ist als dreiteiliger Dacapo – Satz (A-B-A – Struktur) angelegt, wobei sowohl A- wie B-Teil in sich dreiteilig sind. Da die Mittelabschnitte durchführungsartigen Charakter haben, erinnern beide Teile an „Sonatensätze in Miniatur“.
Teil A: C-Dur, Takt 1 bis 87
- Erster Abschnitt (Takt 1 bis 30): Der A-Teil steht fast durchweg im Forte und wird überwiegend vom ganzen Orchester gespielt, wobei die Violinen meistens parallel geführt sind. Das auftaktige Thema basiert auf Dreiklangsbrechungen, die mit Staccato und rhythmischen Floskeln angereichert sind. Der Themenkopf wird ab Takt 9 wiederholt und geht dann in eine Fortspinnung über. Eine fanfarenartige Schleiferfigur der Violinen beendet den ersten Abschnitt in der Dominante G-Dur.
- Der zweite Abschnitt (Takt 31 bis 62) verarbeitet von G-Dur aus durchführungsartig das Material vom ersten Abschnitt. In Takt 50 ist als temporäre Zäsur die Tonikaparallele a-Moll erreicht. Mit einer kontrastierenden Piano-Passage nur für die Violinen wechselt Haydn zurück nach G-Dur.
- Der dritte Abschnitt (Takt 63 bis 87) stellt eine „Reprise“ des ersten Abschnittes (ab der Wiederholung des Themenkopfs entsprechend Takt 9) dar.

Teil B: c-Moll, Takt 88 bis 153, „Minore“: Der B-Teil wird von den Streichern dominiert und ist überwiegend piano gehalten.
- Im ersten Abschnitt (Takt 88 bis 110) wird das Thema mit „stockenden“ Pausen und teilweise wiegenden Charakter vorgestellt. Das Ende fällt durch forte-piano-Kontraste auf.
- Der zweite Abschnitt (Takt 111 bis 131) führt wiederum das Material vom ersten durchführungsartig weiter. die Violinen sind nicht mehr parallel geführt, sondern spielen im Dialog oder in Gegenbewegung.
- Der dritte Abschnitt (Takt 132 bis 153) ist eine Reprise des ersten Abschnitts.

Teil A: C-Dur, Takt 154 bis 245, „Maggiore“
- Es folgt eine ausgeschriebene Wiederholung des A-Teils. Mit einer kleinen Schlussfanfare aus C-Dur – Akkorden endet der Satz.